# Alexandrie pourquoi ?
Pour les articles homonymes, voir Alexandrie (homonymie).
Pour plus de détails, voir Fiche technique et Distribution.
Alexandrie pourquoi ? (إسكندرية ليه, Iskanderija… lih?) est un film égyptien de Youssef Chahine sorti en 1979.

## Synopsis
En 1942 à Alexandrie, peu avant la bataille d'El-Alamein, plusieurs histoires vont s'entrecroiser. Un étudiant de cinéma rêve de partir travailler à Hollywood tandis qu'un militaire se découvre sentimental.

## Fiche technique
- Titre original : Iskanderija… lih?
- Scénario : Youssef Chahine, Mohsen Zayed
- Photo : M. Nase
- Musique : Fouad El Zaheri
- Production : Égypte, Algérie
- Durée : 133 minutes
- Date de sortie : 1979

## Distribution
- Naglaa Fathi : Sarah
- Mohsen Mohieddin : Yéhia
- Farid Shawki : le père de Mohsen
- Ahmed Zaki : Ibrahim
- Mahmoud El-Meliguy : Qadry, le père de Yéhia
- Ezzat El Alaili : Shaker
- Zouzou Hamdi El Hakim : la tante
- Antic Melkior : inspecteur Reagle
- Layla Fawzi

## Autour du film
- Alexandrie pourquoi ? est le premier volet d'une tétralogie autobiographique poursuivie avec La Mémoire (1982), Alexandrie encore et toujours (1990), Alexandrie-New York (2004).